# Menkaure
Menkaure, hay Menkaura hoặc Men-Kau-Re (còn gọi là Mykerinus theo tiếng Latin, Mykerinos theo tiếng Hy Lạp và Menkheres theo Manetho), là một vị pharaon của Vương triều thứ 4 thuộc thời kì Cổ vương quốc. Theo Manetho, ông đã kế vị vua Bikheris, nhưng theo các bằng chứng khảo cổ học thì ông chính là người đã kế vị vua Khafre. Menkaure không chỉ nổi tiếng với lăng mộ của bản thân mình, Kim tự tháp Menkaure tại Giza, ông còn được biết đến với bức tượng bộ ba tuyệt đẹp của mình, khắc họa nhà vua cùng với hai người vợ của ông, Rekhetre và Khamerernebty.

## Gia đình
Menkaure là con trai của vua Khafra và còn là cháu nội của vua Khufu. Một con dao đá được tìm thấy tại ngôi đền tang lễ của Menkaure đã đề cập đến một người mẹ của nhà vua có tên là Khamerernebty I, điều này cho thấy rằng Khafra và vị nữ hoàng này chính là cha mẹ của vua Menkaure. Menkaure được cho là đã có ít nhất hai người vợ.
- Nữ hoàng Khamerernebty II là con gái của Khamerernebti I và cũng là người mẹ của con trai đức vua Khuenre. Vị trí lăng mộ của Khuenre cho thấy rằng ông ta là con trai của Menkaure, chính vì vậy người mẹ của ông ta chính là vợ của nhà vua.[2][3]
- Nữ hoàng Rekhetre được biết đến là con gái của Khafra và vì thế, danh tính phu quân của bà nhiều khả năng chính là Menkaure.[2]

Không có nhiều người con của Menkaure được xác định chính xác:
- Khuenre là con trai của nữ hoàng Khamerernebti II. Người con trai cả này của Menkaure đã không kế vị ông bởi vì vị hoàng tử này đã mất sớm, thay vào đó ông được kế vị bởi Shepseskaf, một người con trai khác.[4]
- Shepseskaf là vị vua đã kế vị Menkaure và có thể là con trai của ông.
- Sekhemre được biết nhờ vào một bức tượng và có thể là một người con trai khác của Menkaure.
- Một người con gái đã qua đời khi mới ở độ tuổi thiếu niên và được Herodotus nhắc đến. Bà đã được chôn cất trong một căn phòng được trang hoàng nguy nga tại một cung điện ở Sais, và trong một quan tài rỗng bằng gỗ được bọc vàng với hình dạng của một con bò đang quỳ, nó được che phủ bên ngoài bằng một lớp trang trí màu đỏ ngoại trừ khu vực cổ và sừng của nó được bao phủ bởi đầy những lớp vàng[5].
- Khentkaus I - có thể là con gái của Menkaure[6].

Một vài người anh em của Menkaure đã phụng sự trong triều đình của ông. Những người anh em của ông như Nebemakhet, Duaenre, Nikaure và Iunmin đã giữ chức vụ tể tướng dưới triều đại của ông. Một người em trai của ông, Sekhemkare, có thể đã trở thành tể tướng sau khi Menkaure qua đời.

## Triều đại
Độ dài triều đại của Menkaure hiện vẫn chưa được xác định một cách chắc chắn. Sử gia Manetho ghi lại rằng ông đã cai trị trong 63 năm, nhưng điều này chắc chắn là một sự cường điệu. Mặc dù vị trí ghi lại tổng số năm trên Cuộn giấy cói Turin đã bị hư hỏng, nhưng phần còn lại của nó vẫn cho phép các nhà nghiên cứu phục dựng lại như sau "..?.. + 8 năm cai trị". Các nhà Ai Cập học cho rằng một triều đại kéo dài 18 năm đã được ghi lại, và giả thuyết này được chấp nhận một cách rộng rãi. Một bức tranh tường của những người thợ có niên đại vào thời kỳ này đã thuật lại về "năm tiếp sau lần kiểm kê gia súc thứ 11". Nếu như việc kiểm kê gia sức được tiến hành mỗi hai năm một lần (theo như truyền thống trước đó), Menkaure có thể đã cai trị trong 22 năm.
Năm 2013, một phần bức tượng nhân sư của Menkaure đã được phát hiện tại Tel Hazor ở ngay lối vào tòa thị chính thành phố.

## Phức hợp Kim Tự tháp
Kim tự tháp Menkaure ở Giza được gọi là Netjer-er-Menkaure, nó có nghĩa là "Menkaure thần thánh". Nó là kim tự tháp nhỏ nhất trong số ba kim tự tháp ở Giza. Phần đáy của kim tự tháp này có cạnh dài 103,4 mét và chiều cao của nó là 65,5 mét. Ngoài ra còn có ba kim tự tháp nhỏ hơn đi kèm với kim tự tháp Menkaure. Các kim tự tháp này đôi khi được gọi là G-IIIa (Kim tự tháp nhỏ phía đông), G-IIIb (Kim tự tháp nhỏ ở giữa) và G-IIIc (Kim tự tháp nhỏ phía Tây). Một bức tượng của một vị Nữ hoàng đã được tìm thấy trong nhà nguyện của kim tự tháp G-IIIa. Có thể các kim tự tháp này được xây dựng dành cho những vị nữ hoàng của Khafra. Vì thế có thể một trong số ba kim tự tháp trên được dùng làm nơi an táng nữ hoàng Khamerernebti II

### Đền thung lũng
Đền thung lũng là một cấu trúc được xây dựng chủ yếu bằng gạch, nó rất thịnh hành dưới thời kỳ vương triều thứ 5 và thứ 6. Trong miếu đường này có rất nhiều bức tượng nổi tiếng của Menkaure cùng với Nữ hoàng của ông và Menkaure cùng với một số vị thần. Một phần trong số đó bao gồm:
- Bức tượng bộ ba Nome: Hathor-nữ thần của cây dâu- đang ngồi, và nhà vua cùng nữ thần của châu Hare đang đứng, được tạc bằng đá xám. (ngày nay nằm ở bảo tàng Boston, số hiệu 09.200.)
- Bức tượng bộ ba Nome: nhà vua, Hathor-nữ thần của cây dâu cùng vị thần của châu Thebes đang đứng, được tạc bằng đá xám. (ngày nay nằm ở bảo tàng Cairo,số hiệu 40678).
- Bức tượng bộ ba Nome, nhà vua, Hathor-nữ thần của cây dâu cùng nữ thần của châu Anput đang đứng, được tạc bằng đá xám. (ngày nay nằm tại bảo tàng Cairo, số hiệu 40679.)
- Bức tượng bộ ba Nome: nhà vua, Hathor-nữ thần của cây dâu cùng nữ thần của châu Bat- đang đứng, được tạc bằng đá xám. (Ngày nay nằm ở bảo tàng Cairo, số hiệu 46499.)
- Bức tượng bộ ba Nome: nhà vua, Hathor, cùng vị thần của châu đang đứng, được tạc bằng đá xám. (Phần thân nằm ở bảo tàng Boston số hiệu 11.3147, phần đầu của nhà vua nằm ở Brussels, Bảo tàng Ro, số hiệu 3074.)
- Bức tượng đôi: Nhà Vua cùng người vợ (Khamerernebti II) đang đứng, được tạc bằng đá xám. (Ngày nay nằm ở bảo tàng Boston, số hiệu 11.1738.)
- Bức tượng ngồi của nhà Vua bằng đá thạch cao tuyết hoa và có kích thước bằng người thật hiện đã bị vỡ bằng nhiều mảnh. (Ngày nay nằm ở bảo tàng Cairo, số hiệu 40703.)
- Phần dưới bức tượng ngồi của nhà vua bằng đá thạch cao, với phần ghế ngồi được khắc chữ. (ngày nay nằm ở bảo tàng Boston, số hiệu 09.202)

### Đền tang lễ
Tại ngôi đền này, nhiều bức tượng và mảnh vỡ của chúng đã được tìm thấy. Trong số những hiện vật được phát hiện tại đây có một phát hiện thú vị đó là một mảnh vỡ từ cây quyền trượng của nữ hoàng Khamerernebty I. Mảnh vỡ này ngày nay nằm tại Bảo tàng Mỹ thuật Boston. Trên mảnh vỡ này, tước hiệu của Khamerernebti là "Người mẹ của đức vua".

### An táng
Năm 1837, viên sĩ quan quân đội người Anh Richard William Howard Vyse cùng với kỹ sư John Shae Perring đã bắt đầu tiến hành các cuộc khai quật bên trong kim tự tháp Menkaure. Trong căn buồng chôn cất chính của kim tự tháp, họ đã tìm thấy một chiếc quách lớn có chiều dài 2,44m, bề ngang là 91 cm và chiều cao 89 cm, nó đã được chế tác từ đá bazan. Chiếc quách này không được chạm khắc bất cứ chữ tượng hình nào mặc dù nó được trang trí theo phong cách giống như bề mặt ngoài của cung điện. Ngay sát căn buồng chôn cất chính, họ đã tìm thấy những mảnh vỡ bằng gỗ của một cỗ quan tài có khắc tên của Menkaure và một phần hài cốt được quấn trong một tấm vải thô. Chiếc quách sau đó được đưa ra khỏi kim tự tháp và chuyên chở đến Bảo tàng Anh quốc ở Luân Đôn trên một chiếc tàu biển, nhưng chiếc tàu buôn Beatrice chở theo nó đã bị mất tích sau khi rời cảng tại Malta vào ngày 13 tháng 10 năm 1838.

## Ghi chép từ thời kỳ sau này
Theo Herodotos, Menkaure là con trai của vua Khufu (tiếng Hy Lạp Cheops). Dưới triều đại của mình, ông đã giải phóng người dân Ai Cập thoát khỏi những đau khổ mà họ phải chịu đựng dưới triều đại của cha ông. Herodotos còn ghi lại rằng ông đã phải chịu đựng rất nhiều bất hạnh: người con gái duy nhất của ông đã sớm qua đời và bà được chôn cất trong một con bò bằng gỗ (Herodotos đã tuyên bố rằng nó vẫn còn tồn tại tới tận thời đại của ông ta); Thêm vào đó, nhà tiên tri tại Buto đã tiên đoán rằng ông sẽ chỉ trị vì trong sáu năm, nhưng bằng sự khôn ngoan của mình, Menkaure đã có thể cai trị tổng cộng 12 năm và khiến cho lời tiên tri trở nên vô hiệu (Herodotos, Histories, 2.129-133).

## Hình ảnh

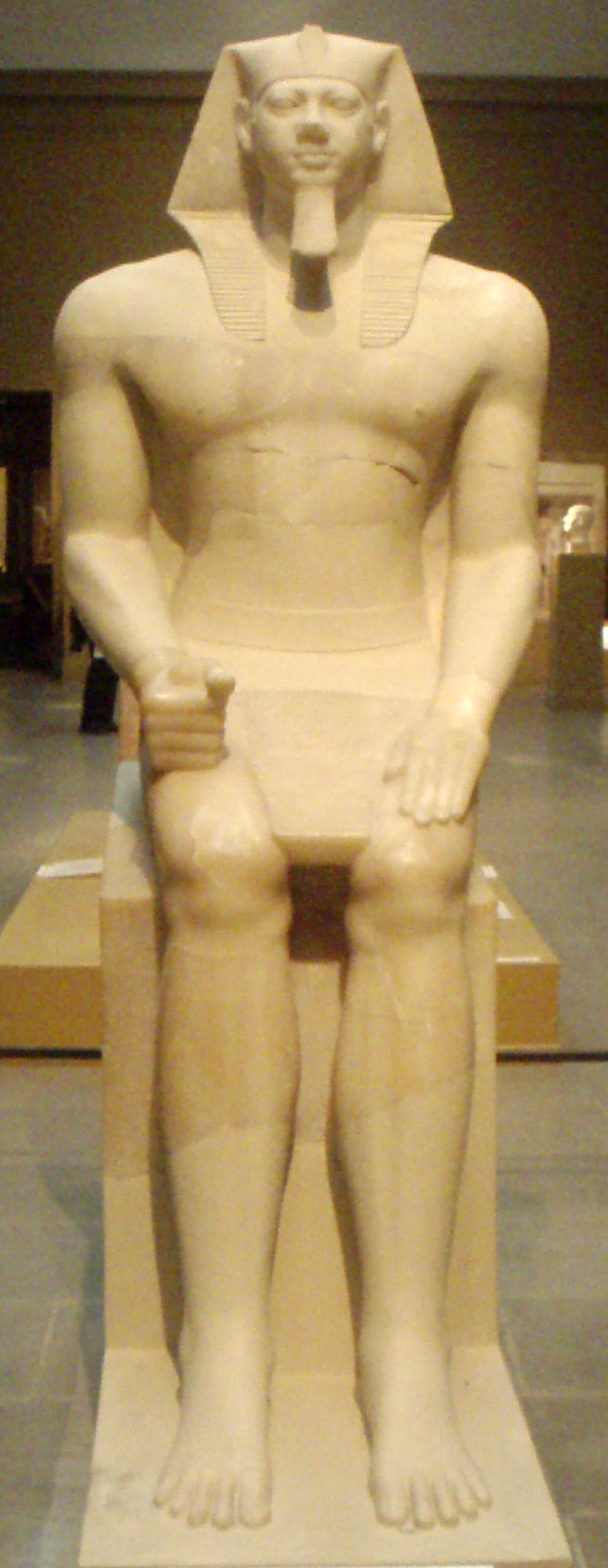
Bức tượng thạch cao tuyết hoa của Menkaura tại Bảo tàng nghệ thuật Boston
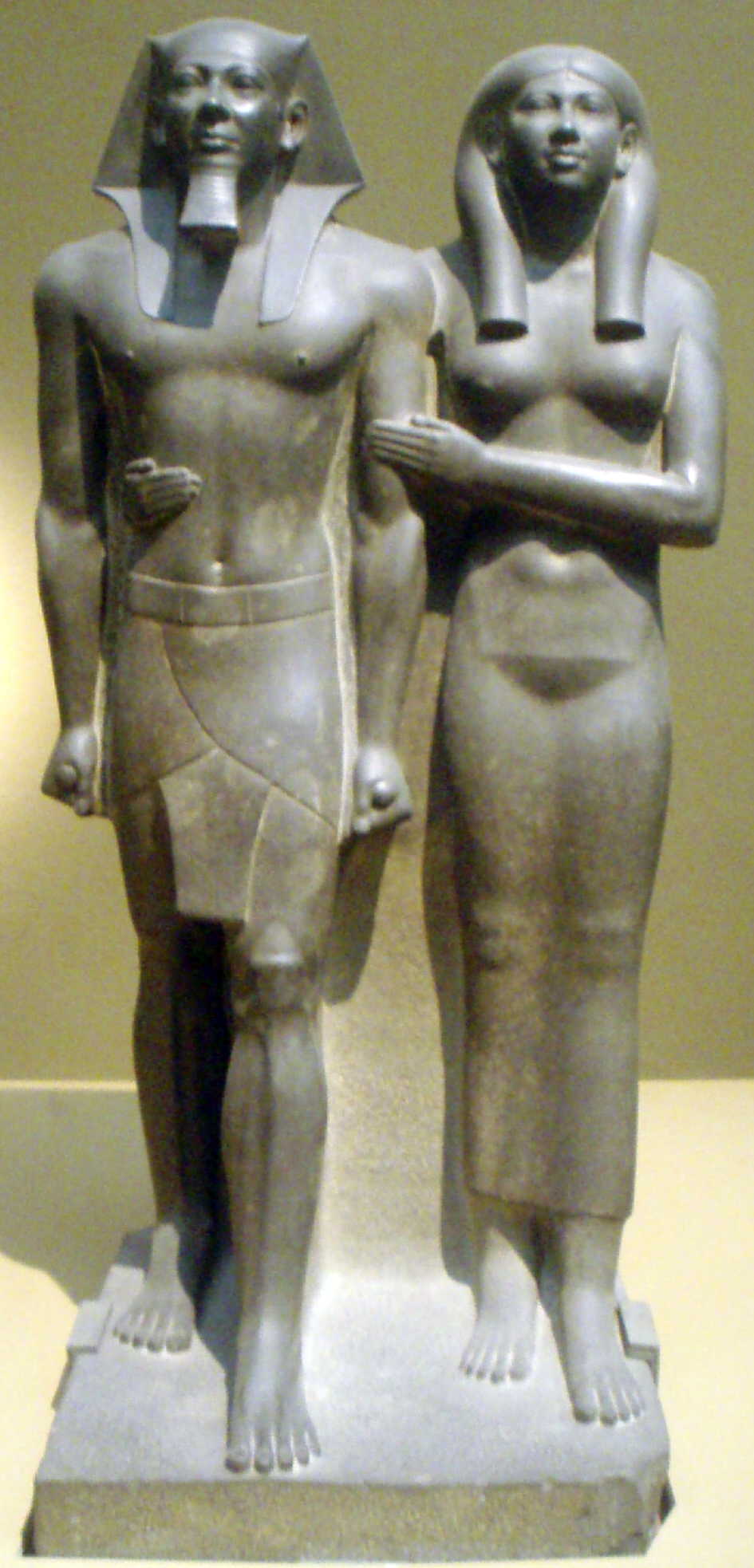
Bức tượng đá xám của Menkaura cùng nữ hoàng Khamerernebty II tại bảo tàng nghệ thuật Boston.
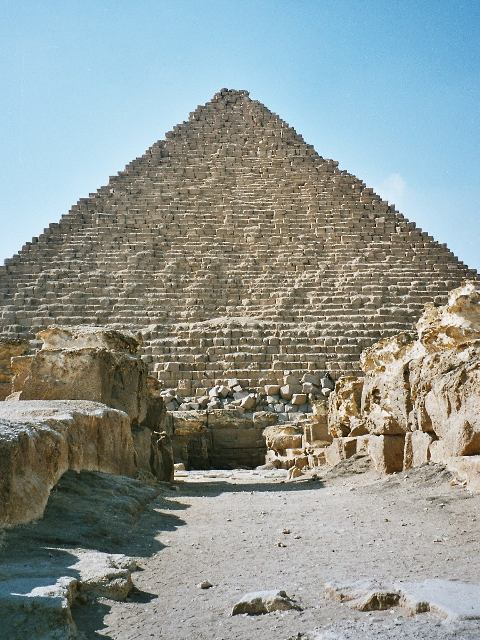
Kim tự tháp Menkaure ở Giza.
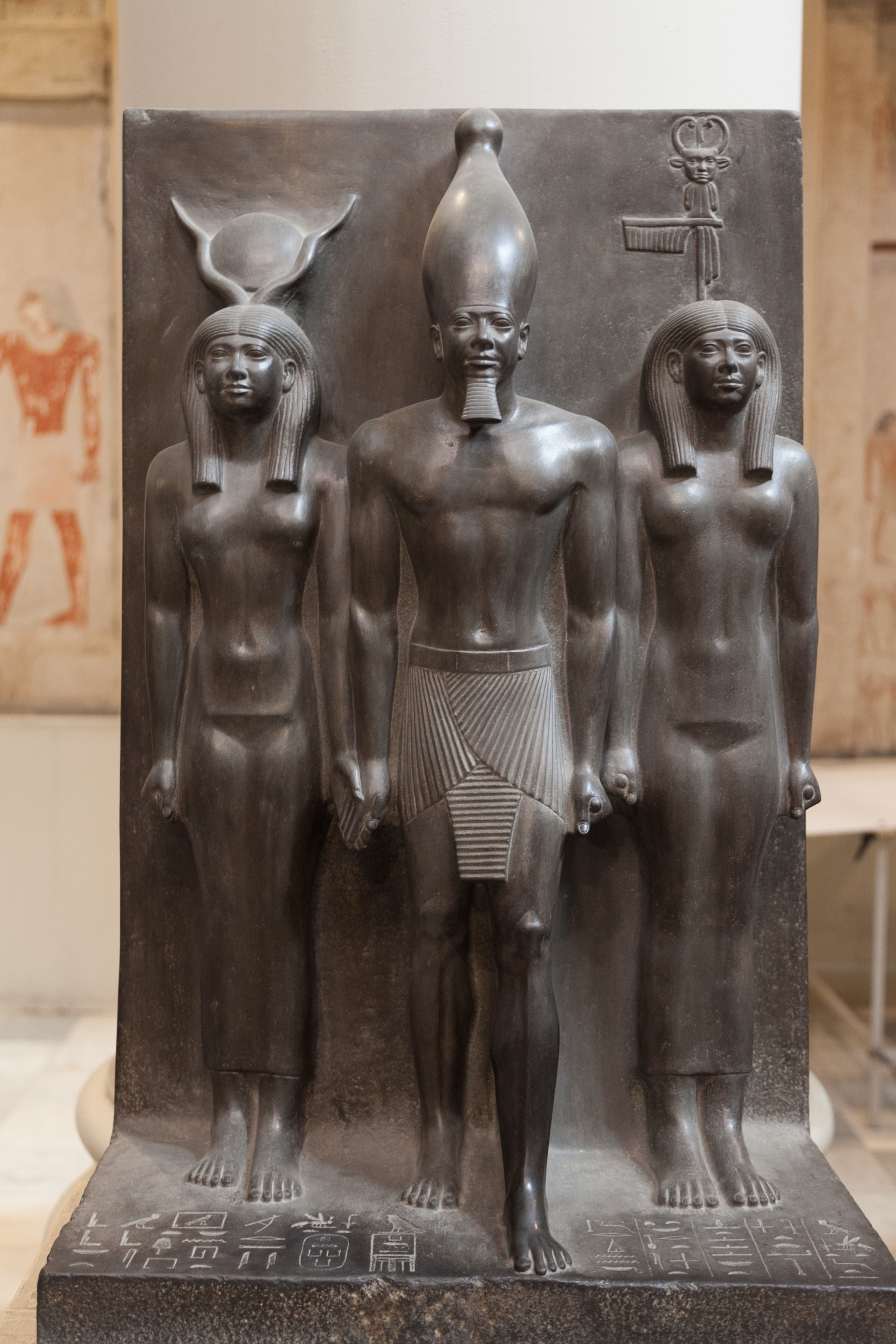
Menkaura đứng cạnh nữ thần Hathor (trái) và nữ thần của châu Bat (phải). Ngày nay nằm tại bảo tàngCairo.
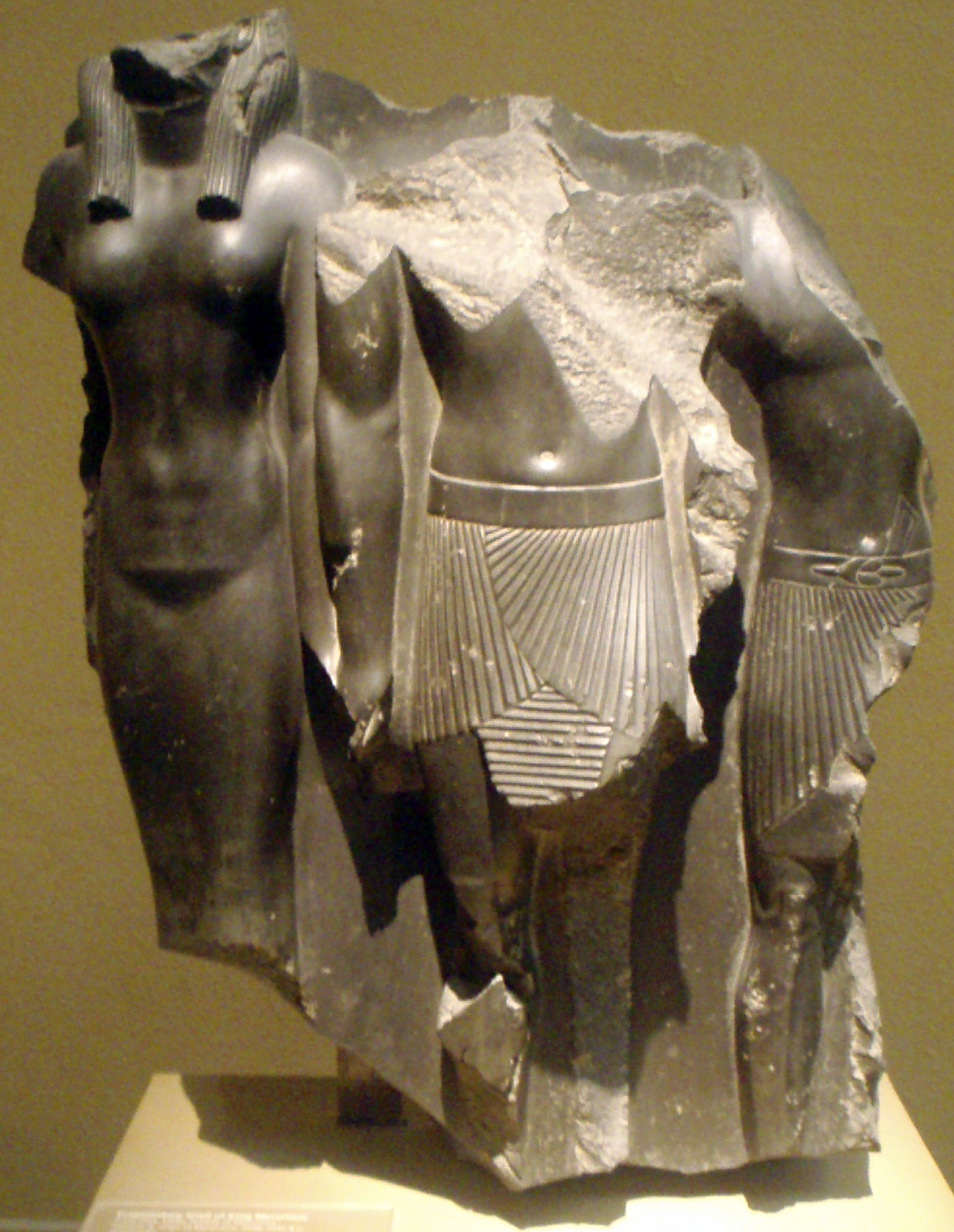
Mảnh vỡ bức tượng của Menkaura đứng cạnh nữ thần Hathor (trái) và một vị thần của châu (phải), bảo tàng nghệ thuật Boston.
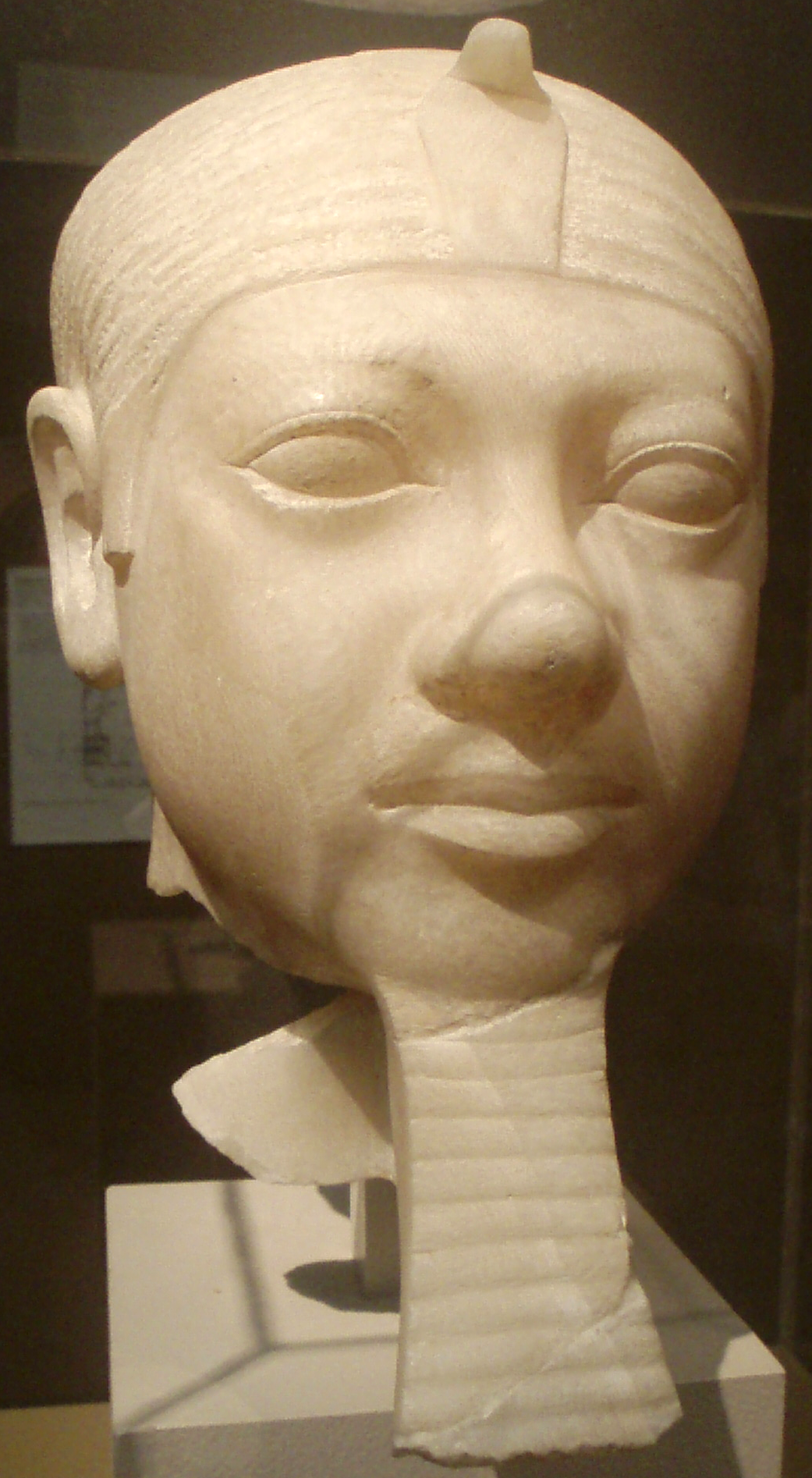
Mảnh vỡ đầu tượng bằng đá thạch cao tuyết hoa của Menkaura tại bảo tàng nghệ thuật Boston.
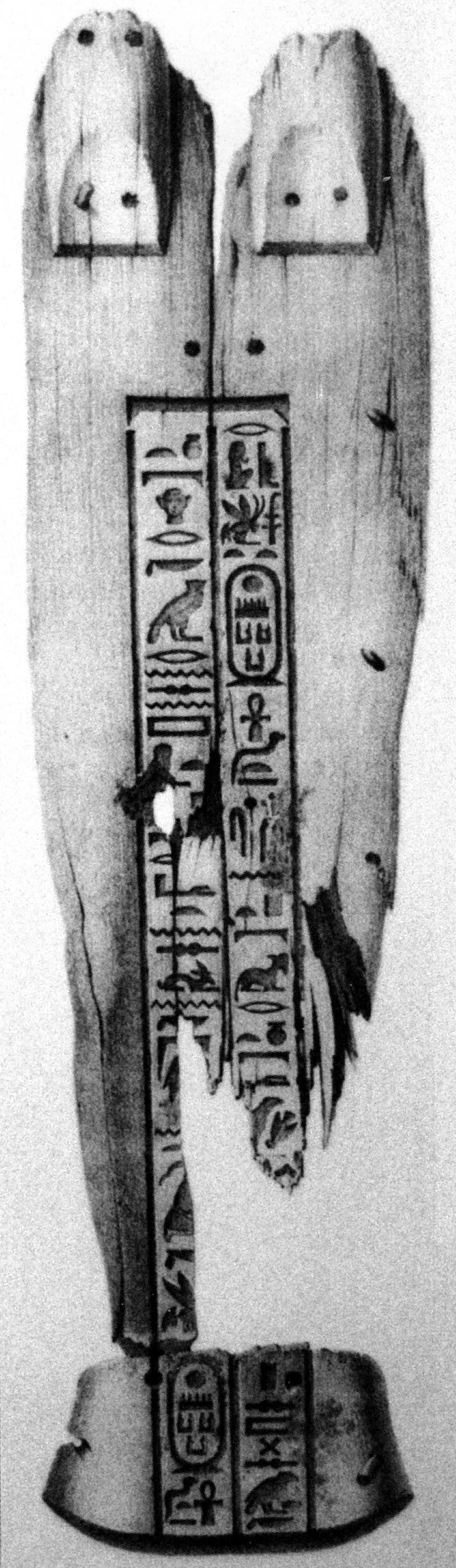
Bản vẽ mảnh vỡ đến từ cỗ quan tài có khắc tên của pharaon Menkaura của Richard Vyse và được xuất bản vào năm 1840.
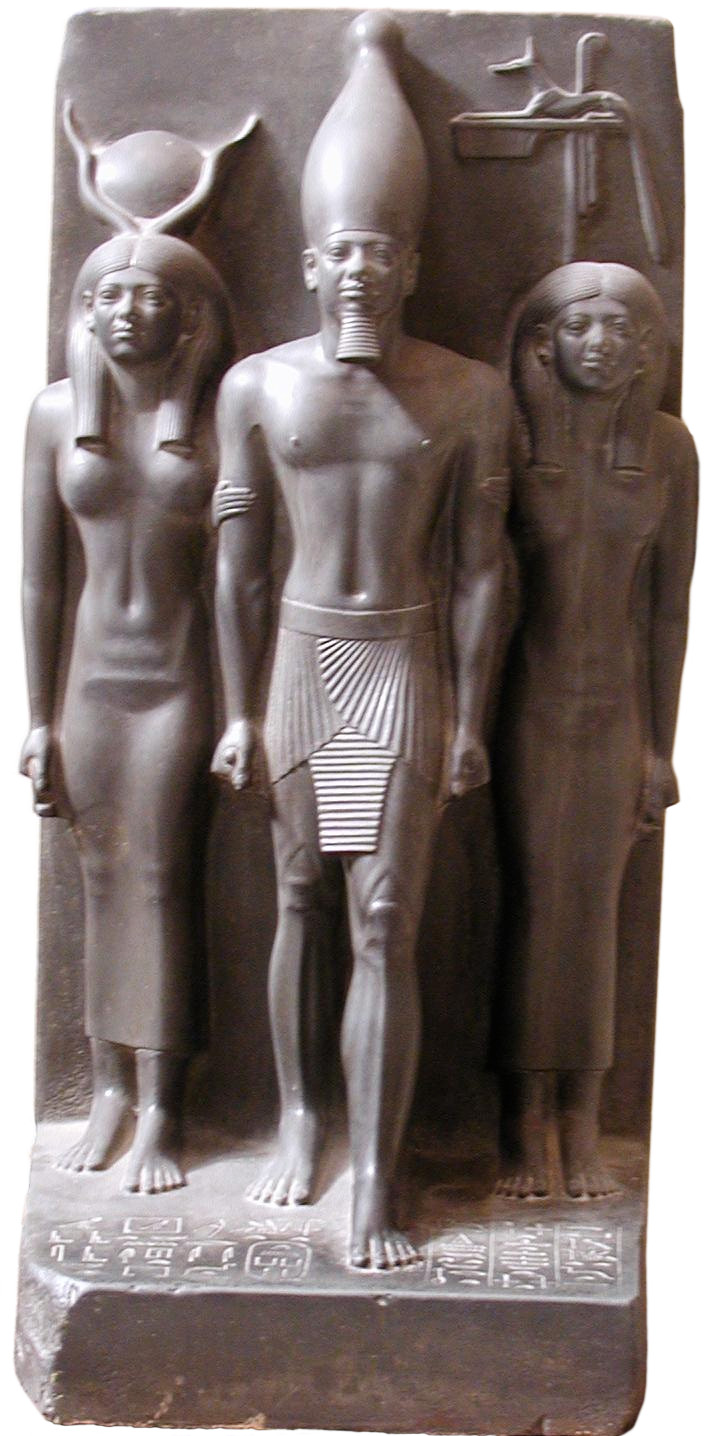
Menkaura đứng cạnh Hathor và vị thần của châu Anput